# Parafia św. Anny i św. Jadwigi Śląskiej w Dębskiej Kuźni
Parafia św. Anny i św. Jadwigi Śląskiej – rzymskokatolicka parafia, z siedzibą przy ulicy Wiejskiej 43 A w Dębskiej Kuźni, należy do dekanatu Ozimek w diecezji opolskiej.

## Historia parafii
Parafia erygowana została 17 sierpnia 1982 roku. 27 kwietnia 1978 roku odbyło się uroczyste poświęcenie placu pod budowę kościoła i krzyża, którego dokonał biskup Antoni Adamiuk. Kościół parafialny wybudowano w latach 1978-1982. Kościół został konsekrowany 18 października 1981 roku przez arcybiskupa Alfonsa Nossola. 
Pierwszym proboszczem parafii został ksiądz Jerzy Gallus, drugim Rufin Grzesiek, (zmarły 7 lipca 2014) a trzecim Marcin Kulisz. 

## Zasięg parafii
Do parafii należą wierni z Dębskiej Kuźni.

### Szkoły i przedszkola
- Publiczne Gimnazjum w Dębskiej Kuźni,
- Publiczna Szkoła Podstawowa w Dębskiej Kuźni,
- Publiczne Przedszkole w Dębskiej Kuźni.[2]

## Proboszczowie
- ks. Jerzy Gallus,
- ks. Rufin Grzesiek (do 7 lipca 2014[2][3]
- ks. Marcin Kulisz (od 27 sierpnia 2014)